# Nechite
Nechite es una localidad y pedanía española perteneciente al municipio de Válor, en la provincia de Granada, comunidad autónoma de Andalucía. Está situada en la parte oriental de la comarca de la Alpujarra Granadina. Cerca de esta localidad se encuentran los núcleos de Mecina Alfahar, Mairena y Júbar.
Este pueblo goza de cierta protección medioambiental y paisajística al estar ubicado en pleno parque natural de Sierra Nevada. Destaca el castaño como árbol típico de esta zona, algunos con más de cuatrocientos años de vida.

## Historia
Se cree que el origen de Nechite está en la época romana de Adra, cuando lugareños de aquel lugar siguieron el Río Adra hasta llegar a la ladera sur de Sierra Nevada en búsqueda de sitios para cultivar
Nechite fue un municipio independiente hasta que, en 1943, se fusionó con Válor y se convirtió en una pedanía de este.

## Barrios de Nechite
Nechite se divide en tres barrios: el barrio de la iglesia (o barrio Antiguo), el barrio de Santa Lucía y San Blas.

### Barrio de la Iglesia

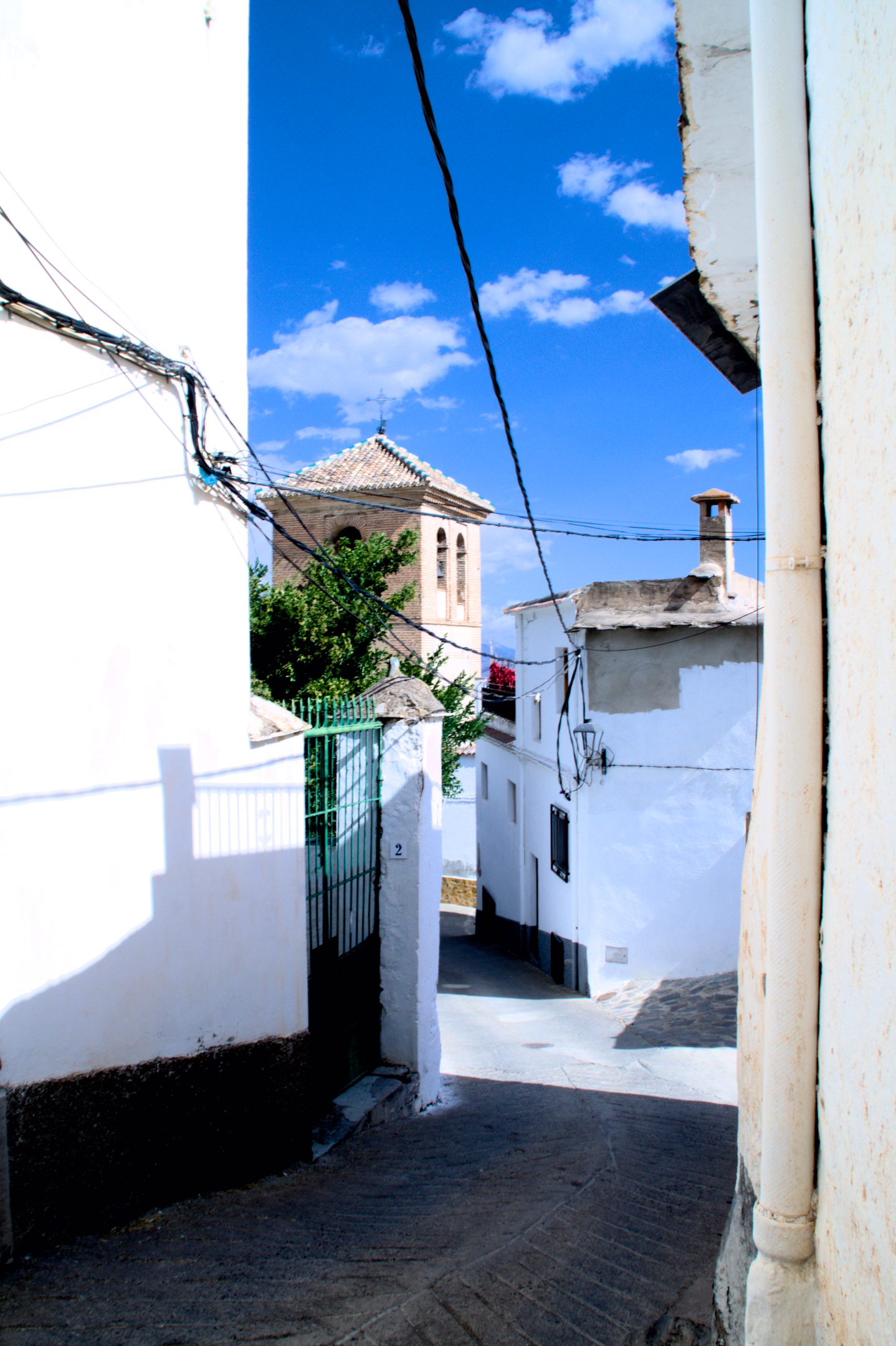
Vista de la torre de la iglesia desde el barrio de la Iglesia

También conocido como el "Barrio Antiguo", este barrio es el principal del pueblo e históricamente el más poblado. Cuenta con la iglesia de la Virgen de la Antigua, la patrona de Nechite, que está ubicada en una pequeña plaza con una fuente. En esta plaza se ubicaba antiguamente la clínica y el colegio, sin embargo en años recientes y debido a la despoblación, Nechite ya no cuenta con servicios de salud ni de educación. En esta plaza también se celebran las fiestas del pueblo en agosto.

### Barrio de Santa Lucía
Con su característico paisaje, en este barrio hay una plaza que cuenta con una fuente y un parque para niños. También aquí está la fuente del Rojo.

### San Blas

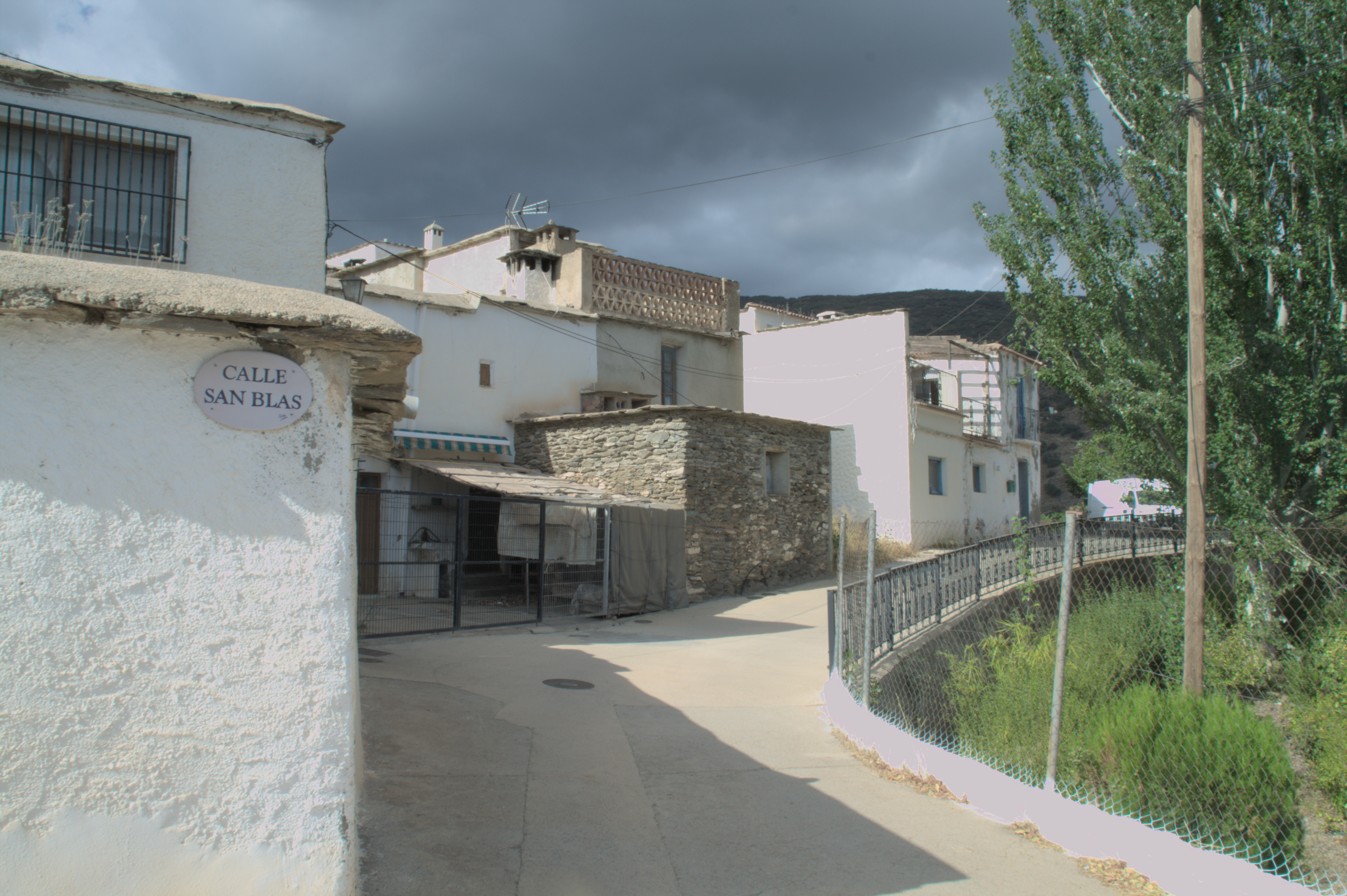
Barrio de San Blas en un día nublado.

Siendo el barrio más ladera arriba de Nechite, tiene una balsa de agua que es alimentada por la Acequia Real que lleva agua desde el Río Nechite hasta dicha balsa para regar las tierras. Aquí es también donde están las cinco eras donde se trillaba el trigo antiguamente, tres están prácticamente abandonadas y dos están en buen estado, una es un mirador y la otra está siendo rehabilitada por los locales.

## Lugares de interés

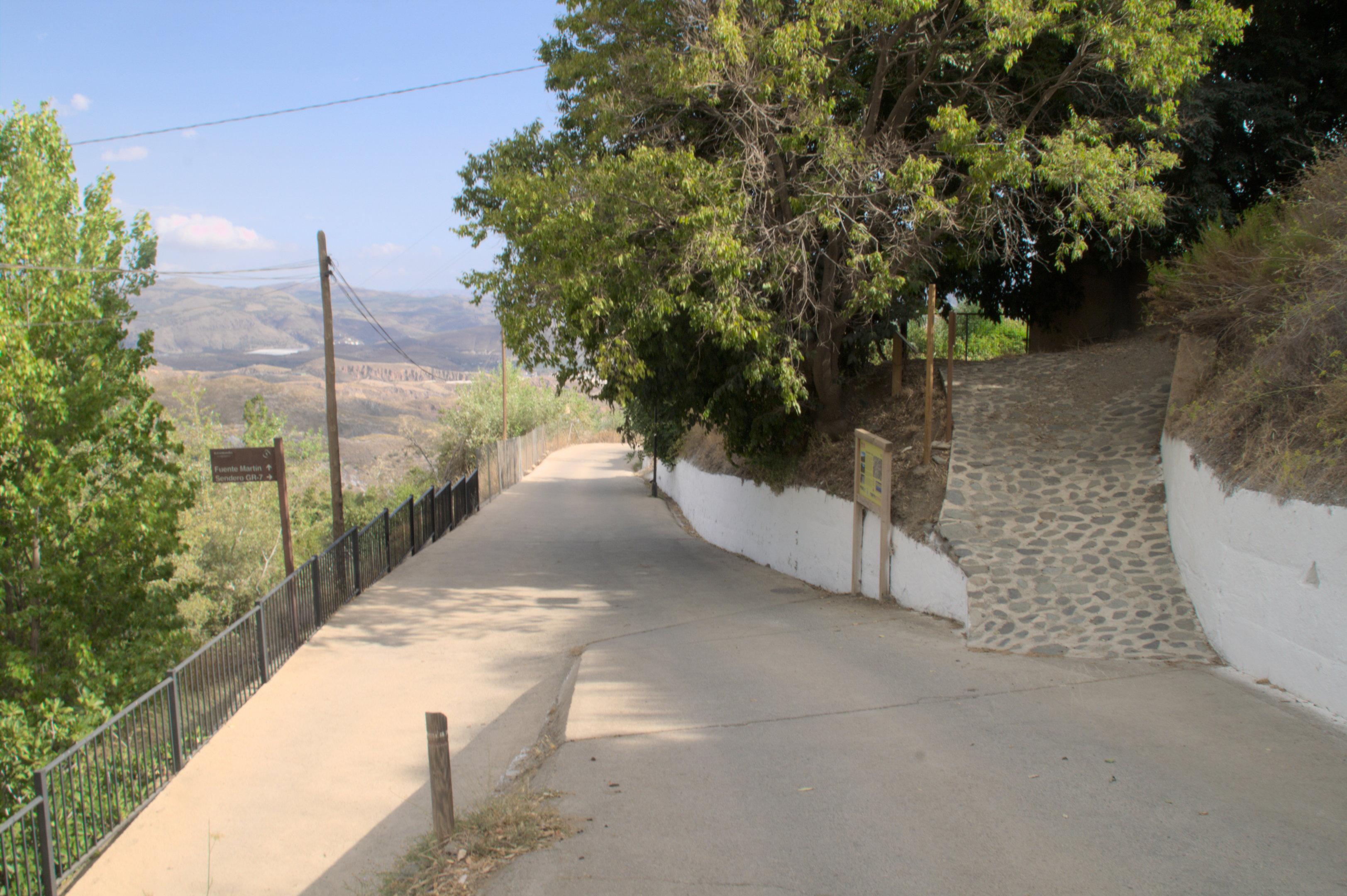
Principio del tramo en Nechite.

### Sendero GR-7 (Tramo Nechite-Válor)[2]
Es un sendero ameno de apenas kilómetro y medio de distancia que comunica Nechite con Válor haciendo un tramo del sendero de gran recorrido GR-7. Al estar Nechite más alto que Válor cuenta con cierto desnivel (100 m aprox.).

### Fuente Martín

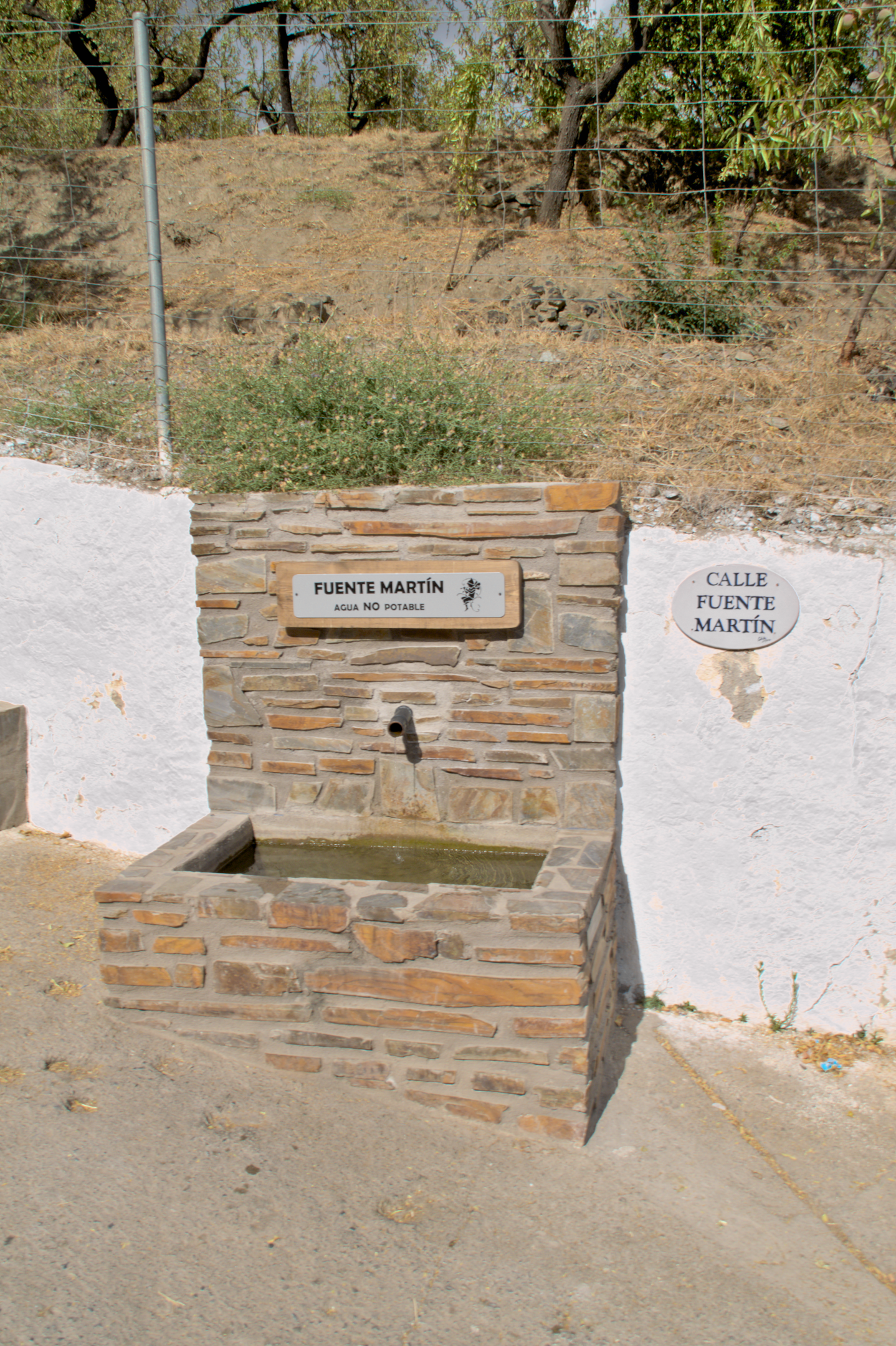
Fuente Martín (2024)

La Fuente Martín es famosa en la zona por su agua que según los locales viene de muy dentro de la tierra y es de gran calidad. El nombre de la fuente proviene probablemente del que sería su propietario. La fuente al principio era un manantial a pie de un castaño pero el castaño fue cortado y la fuente fue movida un poco cuesta abajo y reformada por completo en 1983. Fue reformada de nuevo en 2024.

### Fuente del Rojo

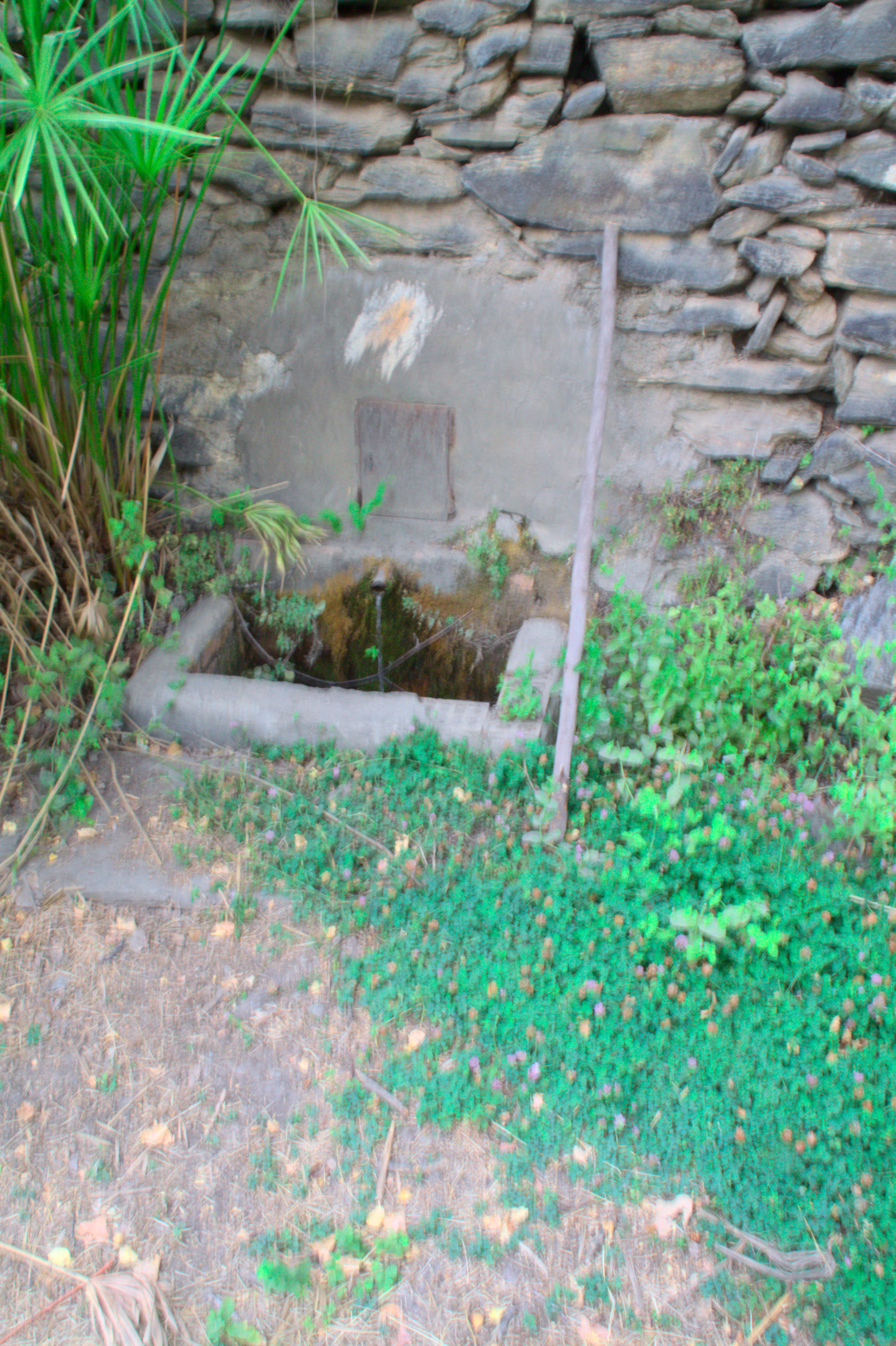
Fuente del Rojo (2024)

Esta otra fuente se ubica en el barrio de Santa Lucía. Se le llama "Fuente del Rojo" porque está ligeramente teñida de rojo, probablemente por sus aguas férreas. También se le ha llamada "Manantial del Rojo" o "Fuente Colorada".

### Iglesia de la Virgen de la Antigua
Una mezquita convertida a iglesia católica. Data a principios del siglo XVI d. C. pero fue saqueada por moriscos y reconstruida en el siglo XVII. Es de estilo mudéjar. Cuenta con una imagen de la Virgen de la Antigua, que es la patrona de Nechite.

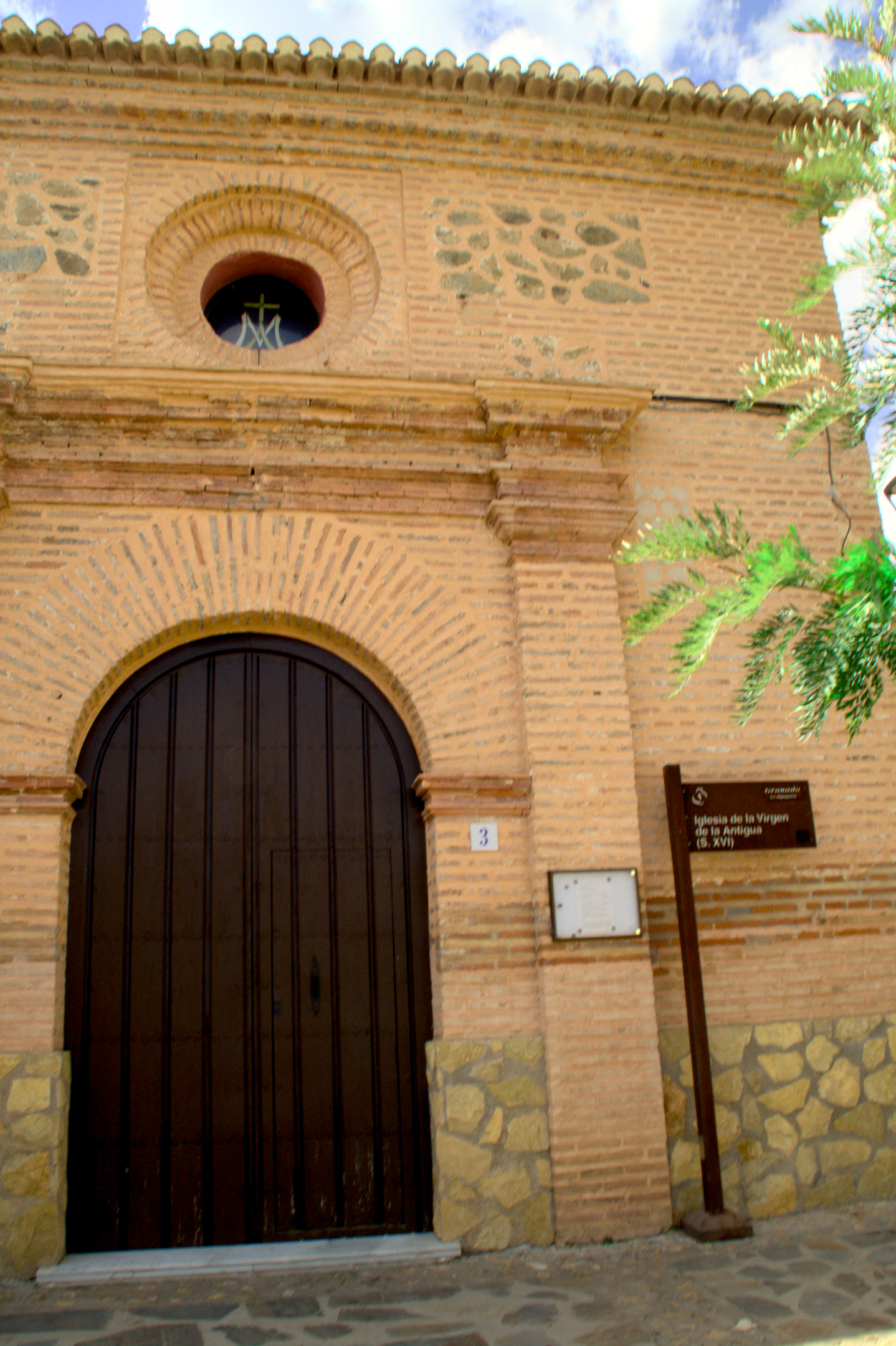
Fachada de la iglesia de la Virgen de la Antigua.

## Demografía
| Gráfica de evolución demográfica de Nechite entre 1842 y 1940 |
| |
| Población de derecho según los censos de población del INE Población de hecho según los censos de población del INEEn 1943 este municipio desaparece porque se integra en el municipio Válor |